# Gustav Adolph Zschoche
Gustav Adolph Zschoche (geboren 26. November 1844 in Dresden; gestorben 2. Mai 1926 ebenda) war ein deutscher Holzstecher.
Zschoche war ein Schüler des in Dresden tätigen Hugo Bürkner. Arbeiten Zschoches sind vor allem aus dem Zeitraum von 1860 bis in die 1870er Jahre aus Dresden bekannt, wo er noch 1876 lebte.

## Werke (Auswahl)

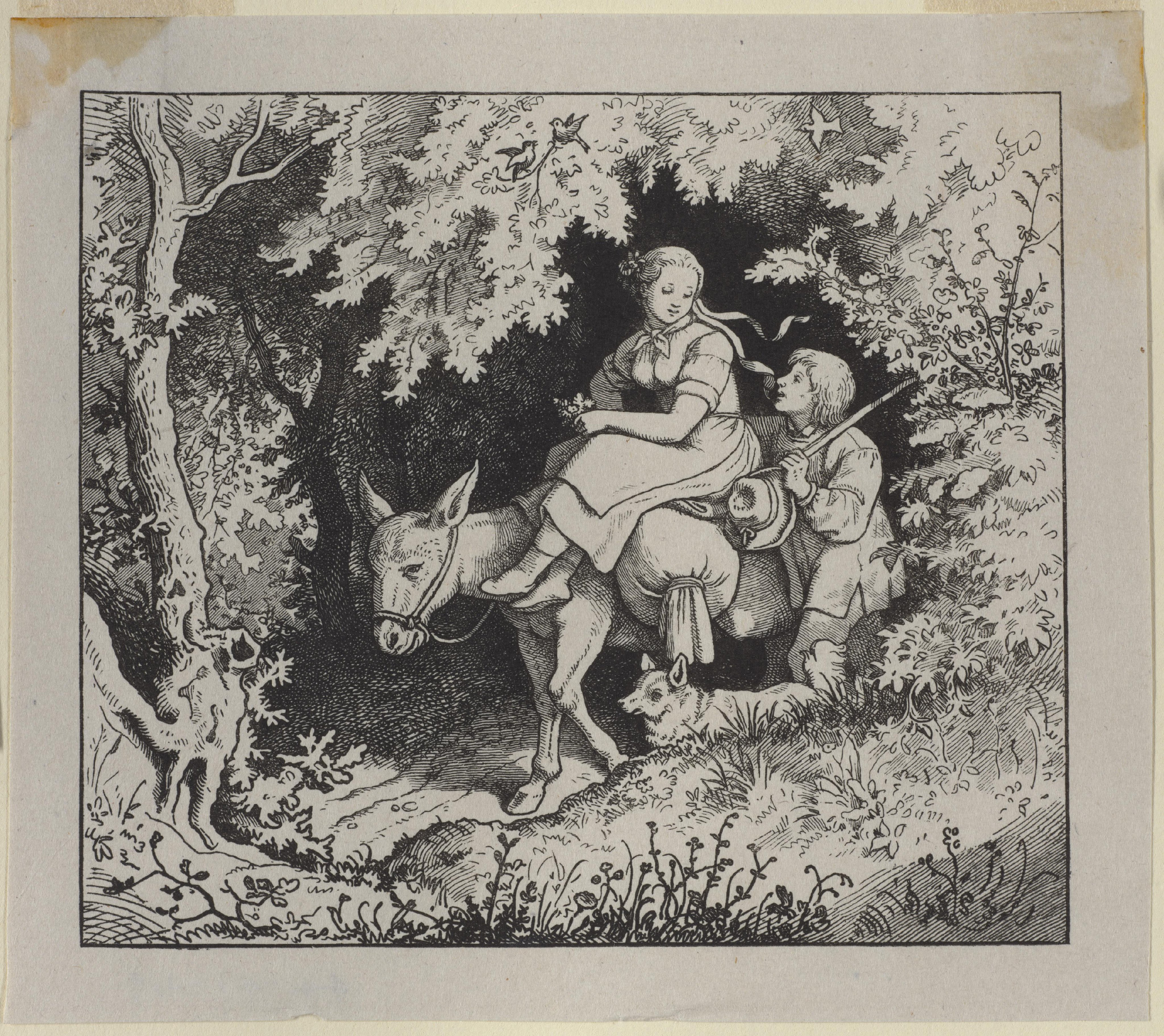
Zschoches um 1863–1864 geschaffener Stich Der Müllerbursch nach Ludwig Richter;
Blatt im Philadelphia Museum of Art

- Matthias Claudius, Jacob Grimm, Wilhelm Grimm (Verf.), Ludwig Richter (Ill.): Es war einmal. Ein Bilderbuch von Dresdner Künstlern, Dresden: J. Heinrich Richter, 1862; Digitalisat der Universitätsbibliothek Johann Christian Senckenberg[1]
- Ludwig Richter: Neuer Strauss fürs Haus, Dresden 1864[1]
- Ernst Donath: Glauben und Schauen. Gedichte, Dresden: Ernst, 1865[1]
- Georg Scherer:
  - Die schönsten deutschen Volkslieder mit ihren eigenthümlichen Singweisen, 2. Auflage, Leipzig: Dürr, 1868[1]
  - Illustriertes des Kinderbuch, Bd. 2, Leipzig 1868[1]
- Mädchen mit Kind und Hund, Einzelblatt nach Ludwig Richter, 1874[1]